# Olof Sköldberg
Per Olof Sköldberg, né le 19 janvier 1910 à Kristinehamn (Suède) et mort le 16 juillet 1979 à Saltsjö-Duvnäs (Suède), est un tireur sportif suédois.

## Palmarès
- Jeux olympiques d'été de 1952 à Helsinki (Finlande):
  -  Médaille d'argent en tir à cerf courant à 100 m.
- Jeux olympiques d'été de 1956 à Melbourne (Australie):
  -  Médaille d'argent en tir à cerf courant à 100 m.